# Nathan Doyle
Pour les articles homonymes, voir Doyle.
Nathan Luke Robert Doyle, né le 12 janvier 1987 à Derby, en Angleterre, est un footballeur anglais. Il joue au poste de défenseur pour le club de Bradford City.

## Carrière
Après avoir débuté dans le club de sa ville natale, Derby County, Nathan Doyle est prêté un mois à Notts County en 2006. La saison suivante, il est prêté plusieurs mois à Bradford City.
Au début de la saison 2009-2010, son nouveau club Hull City le prête à Barnsley qui, lors du mois de janvier suivant, le recrute définitivement pour une durée de deux ans et demi.
En novembre 2011, il est prêté pour plus d'un mois à Preston North End (League One).
Le 5 août 2012, il signe un contrat d'une saison en faveur de Bradford City.